# M26 (граната)
M26 — американская ручная оборонительная граната. Она поступила на вооружение около 1952 года и использовалась во время Корейской войны. Ее отличительная форма лимона привела к тому, что ее прозвали «лимонкой» (по аналогии с советской гранатой Ф-1 и американские гранаты Mk 2 «ананас»).
Осколки усиливаются специальной осколочной спиралью с насечками, которая расположена вдоль внутренней части корпуса гранаты. В M26A1 и более поздних моделях эта спираль имела круглое поперечное сечение в гранате M26 и улучшенное квадратное поперечное сечение.
Гранаты хранились внутри двухсекционных цилиндрических картонных тубусов (контейнер M289) и были упакованы по 25 или 30 штук в ящик.

## История
M26 была разработана в результате усовершенствования гранат Mk II. В отличие от предшественника, новый взрыватель M204A1 не создает характерного дыма или искр при воспламенении, а пороховой заряд почти бесшумен при сгорании. Новый наполнитель «состав B» считался более безопасным, чем хлопьевидный или гранулированный тротиловый наполнитель, используемый в Mk II.
M26 была создана после Второй мировой войны, для устранения ошибок Mk 2. Оригинальная M26 заменила Mk 2 в качестве стандартного армейского вооружения во время войны в Корее. Так как во время Второй мировой войны было произведено большое количество Mk 2, они в ограниченных количествах находились на вооружении армии и корпуса морской пехоты США в течение 1960-х годов и в ВМС США до 1970-х годов. M26A1 была основной осколочной гранатой, используемой американскими войсками во время войны во Вьетнаме.
Гранаты серии M26 (M26/M61/M57) были окончательно заменена гранатами серии M33 (M33/M67) в конце войны во Вьетнаме.

## Конструкция
M26 имеет яйцевидный металлический корпус, составленный из двух половин. Вдоль внутренней поверхности корпуса плотно уложена спираль из насечённой стальной проволоки. Разрывной заряд — 165 грамм состава B. При взрыве образуется около 1200 мелких осколков, дающих зону сплошного поражения в радиусе 9 м и сохраняющих убойное действие на дальности 15-20 м. Хотя граната считается оборонительной, быстрая потеря осколками убойной энергии позволяет использовать гранату как в обороне, так и в атаке. Граната может использоваться с дистанционными запалами M204A1 и A2, M205A1 и A2, M125.

## ТТХ
- Дальность броска: 37-50 м
- Расчетный радиус поражения:
  - поражение осколками (1,5-2,5 гр.) = 3,9 м
  - ударной волной (70-80 кПа) ~0,8 м
- Время горения замедлителя запала: 4-5 сек

## Вариации

### M26A1
M26A1 — вариант M26, у которого осколочная катушка переделана так, чтобы иметь квадратное, а не круглое поперечное сечение, и имеет более глубокие насечки для облегчения фрагментации. В нем также добавлен небольшой тетриловый бустерный заряд на взрывателе для полной детонации взрывчатого вещества (уменьшенного до 160 г из-за добавления усилительного заряда) и использовался обновленный взрыватель M204A2. На вооружение в США принята в 1958 году.

### M26A2
M26A2 — вариант M26A1, модифицированный для установки ударного взрывателя M217. Она немного толще, чем M26A1, а на рычаге предохранителя выбито слово «IMPACT». Более ранние модели имели красный рычаг со словом «IMPACT», написанным черной краской. 

### M30
M30 — учебная версия гранаты M26. Она имела чугунный двухсекционный овальный корпус с пластиковой заглушкой на основании. На корпусе были выбиты символы «RFX55»; изначально она была основой для экспериментальной ручной гранаты, которая так и не была запущена в производство. Она имела наполнитель из 21 грана черного пороха и использовала серию взрывателей M10A3/M10A4 или M204A1/M204A2. Ее корпус окрашен в светло-голубой цвет с коричневой полосой посередине. Когда граната детонировала, избыточное давление заставило заглушку выскочить и выпустить шлейф черного дыма, вызванного сгоревшим наполнителем.

### M61
M61 — модифицированный вариант гранаты M26A1. Повышена безопасность дополнительным приспособлением (так называемым «jungle clip»), который крепится к чеке. Изготовлено для предотвращения случайной детонации гранаты.

### L2
- L2 (с зеленой оболочкой) — британская версия M26; имеет взрыватель на 4,4 секунды. L2 была похожа на раннюю M26 (за исключением того, что использовала взрыватель серии L25), L2A1 была похожа на усовершенствованную M26A1, а L2A2 была вариантом L2A1 с переработанным колодцем взрывателя для простоты массового производства[4][5].
- L3 (со светло-голубой оболочкой и наполнителем из черного пороха) — учебный вариант гранаты[4][5].
- L4 (с темно-синей оболочкой, нефункциональным взрывателем и без наполнителя) — это инертный учебный вариант гранаты[4][5].

### DM41
DM41 или DM41A1 — западногерманская копия ручной гранаты M26A1, производимая компанией Diehl Defence из Нюрнберга. Производство закончилось около 1975 года, когда на вооружение Бундесвера была принята осколочно-фугасная ручная граната DM51.

## Распространенность
Граната M26 стала весьма популярной и получила широкое распространение. Её копии выпускаются в ряде стран:
- L2A2 в Великобритании;
- M26A1 в Израиле;
- M6 в Испании;
- M312 в Португалии;
- M26 в ЮАР.

## Эксплуатанты
- Австралия: Использовалась до принятия на вооружение гранаты F1[7].
- Бразилия: Используется армией Бразилии[4][5].
- Великобритания: Гранаты модели L2 заменили собой гранаты Миллса. В начале 2000-х годов были заменена на гранаты L109A1[8].
- Германия: Использовались Бундесвером до принятия на вооружение гранаты DM51 в 1975 году[6].
- Израиль: M26A2 был принят на вооружение в Израиле как M26 и до сих пор используется в этой стране[9]. В 2012 году в его версию добавили улучшенный предохранитель, призванный гарантировать, что граната не взорвется при попадании вражеской пули[10].
- Канада: Канада приняла на вооружение гранату M61, пока она не была заменена на C13, канадскую версию гранты M67[11].
- Колумбия: Используется армией Колумбии. Выпускается по лицензии компанией INDUMIL[англ.][12].
- КНДР: Используется войсками специального назначения[13].
- Нигерия: Британские гранаты модели L2 использовались правительствеными войсками во время гражданской войны[14].
- Португалия: Португалия производит гранаты по лицензии с маркировкой M312[15].
- Руанда: Гранаты M26 производства ЮАР были поставлены правительству Руанды в октябре 1992[16].
- США: M26 были приняты на вооружение во время Корейской войны. В начале войны во Вьетнаме выпускались ограниченными партиями и вскоре были заменены на M26A1/M61 (1958), M26A2/M57 (1960), и M33/M67 (1968).
- Филиппины: Используются армией и войсками специального назначения полиции Филиппин.
- ЮАР: ЮАР производит гранаты под маркировкой M963, являющиеся лицензионной копией португальской M312[17] Позднее производство включало в себя копию стандартной гранаты M26, обозначенную как M26 HE Hand Grenade, синюю учебную версию с многоразовым алюминиевым корпусом, обозначенную как M26 Practice Hand Grenade, и инертную учебную версию, обозначенную как M26 Drill Hand Grenade[18], данные модели до сих пор находятся в производстве[19] и на вооружении армии и полиции страны[20][21].
- Южный Вьетнам:[22] Южный Вьетнам получал гранаты M26 в качестве помощи от США. Производство и продажа M26 в Южном Вьетнаме продолжались даже после того, как армия США приняла на вооружение M26A1/M61 и M33/M67.
- Япония: Используется сухопутными силами самообороны Японии, из бывших запасов армии США.